# Parlament Iraquià
Consell de Representants de l'Iraq (àrab: مجلس النواب العراقي, Majlis an-Nuwwāb al-ʿIrāqī) és la Cambra baixa del Parlament de l'Iraq segons l'actual Constitució promulgada l'any 2005. El Consell de Representants de l'Iraq té el mateix nom en llengua àrab (Majlis an-Nuwwab) que tenen les Cambres baixes dels Parlaments d'altres països àrabs com Bahrain, el Marroc, Jordània i el Iemen; i que tenen també els Parlaments unicamerals del Líban i de Tunísia. No obstant això, en altres idiomes com l'anglès, s'usen diversos termes per traduir aquest nom o títol oficial; el més adequat és el de Consell de Representants.
L'article 48 de la Constitució estipula la quantitat de membres que ha de tenir el Consell; establint que haurà d'haver-hi un diputat per cada 100.000 ciutadans iraquians. En 2019 el Consell de Representants està format per un total de 329 diputats triats pel poble iraquià mitjançant sufragi universal, directe i secret cada quatre anys (en la primera legislatura es componia de 275 diputats, i en la segona de 325, però successives reformes a la Llei Electoral han modificat el nombre total).
En el sistema de govern Parlamentari i Federal establert per la Constitució vigent, s'estipula que el Consell de Representants té el poder i la responsabilitat de triar a tots els membres del Poder Executiu de la Nació.
L'article 68 de la Constitució disposa que el President de la República ha de ser triat per una majoria d'almenys dos terços dels diputats del Consell de Representants en una primera volta; però sí cap candidat obté aquesta majoria en la primera ronda, els dos més votats competiran en una segona volta on resultarà triat el que obtingui els vots del major nombre de diputats.
L'article 74 de la Constitució estipula que el President de la República ha d'assignar la missió de formar un Gabinet al candidat a Primer Ministre del bloc o grup polític que tingui major quantitat de diputats en el Consell de Representants. El President haurà de fer l'assignació dins dels quinze dies següents a la primera reunió de cada nou Consell de Representants electe.
El candidat a Primer Ministre tindrà un termini màxim de trenta dies des de la seva assignació pel President per nomenar als ministres del seu Gabinet i per dissenyar la seva Plataforma Ministerial (el seu programa de govern); i després haurà de presentar-se davant el Consell de Representants i demanar el seu suport o confiança. S'entendrà que el Consell de Representants li ha atorgat la seva confiança i que per tant el Primer Ministre i els seus Ministres han estat triats; quan cadascun dels seus Ministres sigui aprovat o ratificat de forma individual, i quan la seva Plataforma Ministerial sigui aprovada per la majoria absoluta del Consell de Representants (almenys la meitat més un dels diputats del Consell). Com el Consell es compon actualment d'un total de 328 diputats, cal el vot favorable d'un mínim de 165 diputats perquè un candidat a Primer Ministre sigui triat o ratificat. En cas contrari, el President haurà d'assignar la formació del Gabinet a un altre candidat.
Per tot això, quan els ciutadans iraquians trien als seus diputats al Consell de Representants estan triant de manera indirecta al President de la República, al Primer Ministre i a la resta del Govern; i com en tota democràcia parlamentària, el líder de cada partit polític o coalició política que presenta una llista de candidats a diputats es juga en les eleccions legislatives o parlamentàries la possibilitat de ser triat Primer Ministre.
El Consell de Representants té també el poder de destituir al Primer Ministre i a tots o alguns dels Ministres, mitjançant un Vot de Censura; perquè el Vot de Censura sigui d'obligatori compliment i causi la destitució del Primer Ministre i el seu Govern, ha de ser recolzat pels vots de la majoria absoluta (meitat més un) dels diputats del Consell.
El Consell de Representants exerceix el Poder legislatiu del país; i per això discuteix, aprova i sanciona totes les Lleis Federals (lleis nacionals que regeixen per a tot el país) i després les envia al President de la República perquè aquest compleixi la formalitat de promulgar-les i així entrin en vigència.
Un projecte de llei pot ser proposat al Consell de Representants pel President de la República, pel Primer Ministre, per un Comitè especialitzat del mateix Consell o per un mínim de deu diputats del Consell.
Els Tractat internacional signats pel Govern han de ser ratificats en el Consell de Representants per una majoria d'almenys dos terços dels diputats perquè puguin entrar en vigor i obligar a l'Iraq a complir-los.
El Consell de Representants ha d'aprovar o rebutjar el projecte de Llei del Pressupost General de la Nació prèviament elaborat pel Gabinet presidit pel Primer Ministre; el Consell de Representants té el dret de reorganitzar el pressupost entre les seves diferents partides, reduir la seva quantitat total de diners i, quan això sigui necessari, pot proposar al Gabinet augmentar les despeses generals.
El Consell de Representants ha de ratificar o rebutjar els nomenaments dels magistrats de la Cort Federal de Cassació de l'Iraq, del Fiscal General de la República i del Cap del Departament d'Inspecció Judicial proposats pel Consell Judicial Suprem. Per ser vàlida, la ratificació ha de ser feta per almenys la majoria absoluta dels diputats del Consell.
També té el Consell el poder de rebutjar o ratificar els nomenaments dels ambaixadors de l'Iraq davant altres països i organismes internacionals, realitzats pel Govern.
De la mateixa manera, el Cap d'Estat Major de les Forces Armades (el militar de major rang en les Forces armades iraquianes), els seus lloctinents i els Caps de Divisions han de ser ratificats o aprovats pel Consell de Representants perquè els seus nomenaments siguin vàlids (després d'haver estat proposats pel Primer Ministre i el seu Gabinet).
El Consell de Representants, per majoria absoluta, pot rellevar al President de la República del seu càrrec sí prèviament la Cort Federal Suprema ho ha trobat culpable en un judici de Violació de la Constitució, o Violació del seu jurament constitucional o de Traïció a la Pàtria.
El Consell de Representants té el poder i la responsabilitat d'aprovar o rebutjar la declaració de l'estat de guerra i de l'estat d'emergència, després de rebre una petició en aquest sentit feta conjuntament pel President de la República i el Primer Ministre; la declaració ha de ser aprovada per almenys dos terços dels diputats perquè sigui considerada legalment aprovada. En cas que sigui aprovada, el Consell li donarà al Primer Ministre els poders extraordinaris que necessiti per a la situació d'emergència.
El Consell de Representants pot aprovar la seva pròpia dissolució, sí la majoria absoluta (almenys la meitat més un dels diputats) així ho decideix. La dissolució pot ser proposada per almenys un terç dels diputats o pel Primer Ministre amb l'aprovació del President de la República. Efectuada la votació de la dissolució i aprovada per la majoria absoluta, el President de la República haurà de convocar a eleccions avançades per triar a un nou Consell de Representants; aquestes eleccions hauran de fer-se en un termini no major a seixanta dies explicats a partir de la dissolució de l'anterior Consell. En aquest cas, el Primer Ministre i el seu Gabinet es consideren cessats en els seus càrrecs i només romandran en ells de manera temporal, encarregant-se dels assumptes corrents; fins que el nou Consell procedeixi a triar un Govern nou.
El Consell de Representants es reuneix durant dos períodes de sessions a l'any; sumant tots dos períodes són en total vuit mesos de sessions a l'any. No obstant això, el President de la República, el Primer Ministre, el President del propi Consell o un grup de no menys de 50 diputats del Consell pot fer que un període de sessions s'estengui o allargui trenta dies més per així acabar els assumptes pendents.
Qualsevol de les mateixes autoritats o grups (el President de la República, el Primer Ministre, el President del Consell de Representants o una quantitat no menor de 50 diputats del Consell) pugues també convocar al Consell de Representants a una sessió extraordinària que serà únicament per discutir els assumptes que van motivar la convocatòria extraordinària.
El 10 d'agost del 2008 el Primer Ministre Nuri Al Maliki va inaugurar la nova seu del Consell de Representants de l'Iraq en el districte del-Alawi de Bagdad; la nova seu va ser la seu de l'antiga Assemblea Nacional (el Parlament de l'Iraq en l'època de Saddam Husein). Fins ara el Consell de Representants celebrava les seves sessions en el Palau de Conferències de la Zona Verda de Bagdad; la nova seu es troba fora d'aquesta Zona Verda, la qual cosa ha estat vist com una mostra de la millora de la situació de seguretat del país en l'últim any.